# Dana Feiss
Dana Feiss, née le 11 octobre 1989 à Doylestown, est une coureuse cycliste professionnelle américaine.

## Palmarès sur piste

### Championnats continentaux
- 2011
  -  Médaillée de bronze du keirin aux jeux Panaméricains

### Championnats des États-Unis
- 2008
  - 2e du keirin
- 2009
  - 2e du keirin
  - 3e de la vitesse
  - 3e de la vitesse par équipes
- 2010
  -  Championne des États-Unis du keirin
  -  Championne des États-Unis de la vitesse
- 2011
  -  Championne des États-Unis du keirin
  -  Championne des États-Unis de la vitesse
- 2013
  - 3e du keirin
  - 3e de la vitesse
- 2014
  - 3e de la vitesse
  - 3e de la vitesse par équipes
- 2015
  - 2e du keirin
- 2018
  - 3e de la vitesse par équipes